# Caymanöarna i olympiska sommarspelen 1996
Caymanöarna deltog i de olympiska sommarspelen 1996 med en trupp bestående av tre deltagare, men ingen av landets deltagare erövrade någon medalj.

## Cykling
Herrarnas linjelopp
- Stefan Baraud, DNF

## Friidrott
Damernas 100 meter
- Cydonie Mothersill

Heat: 11,61 (Gick inte vidare)